# Encyclopedia Americana
L'Encyclopedia Americana és una de les enciclopèdies generals més gran en anglès. Arran de la seva adquisició per part de Grolier l'any 2000, Scholastic és l'encarregada de la seva publicació actualment.

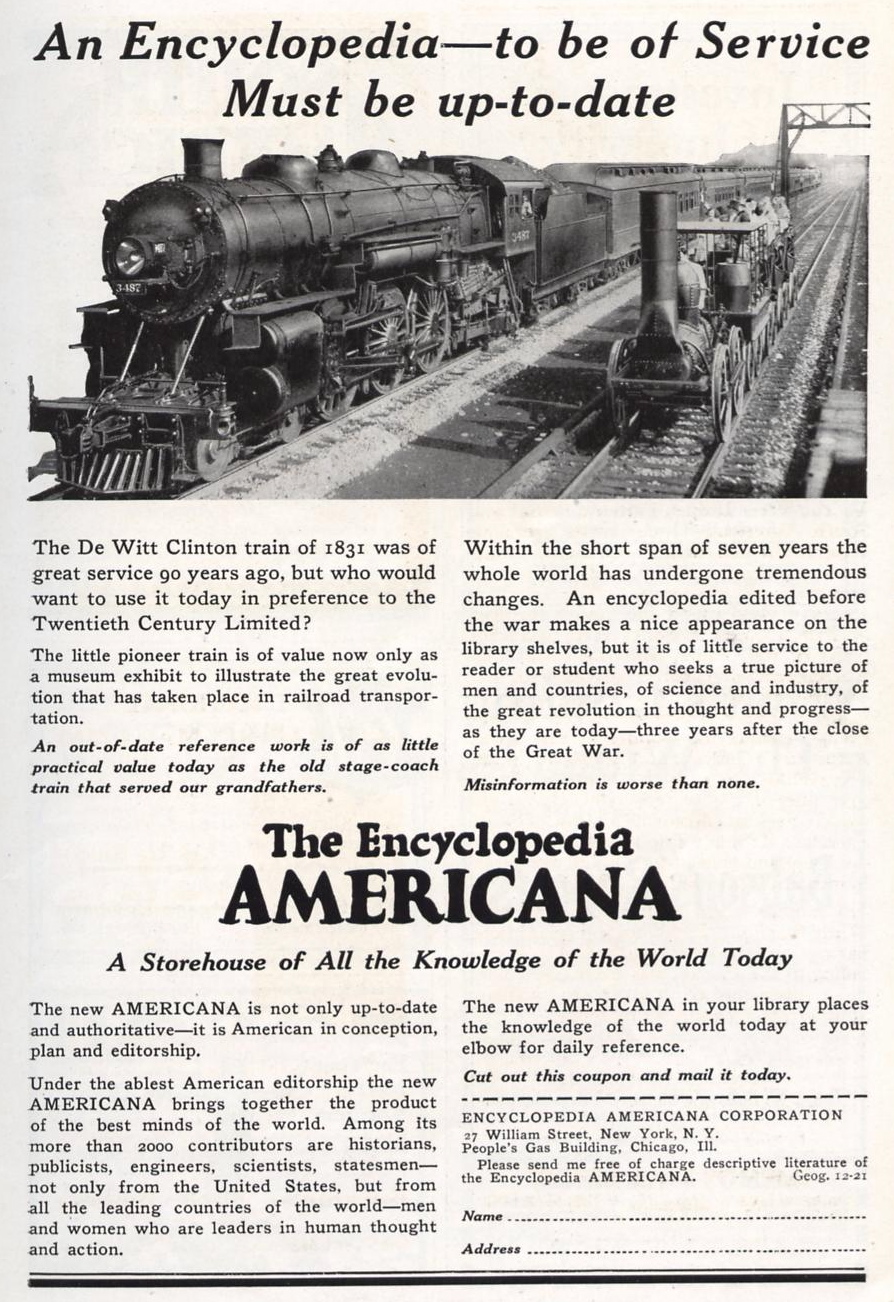
Anunci de 1921

L'enciclopèdia compta amb més de 45.000 articles, la majoria dels quals compta amb més de 500 paraules (els "Estats Units d'Amèrica" és l'article més llarg amb més de 300.000 paraules). Un punt fort d'aquesta publicació ha estat, tradicionalment, l'àmplia cobertura de la geografia i història nord-americana i canadenca, però durant els últims anys, aquest lideratge ha minvat a causa de l'auge de les publicacions electròniques. L'Encyclopedia Americana ha estat escrita per 6.500 col·laboradors. Inclou més de 9.000 referències bibliografies, 150.000 referències creuades, més de 1.000 taules, 1.200 mapes i gairebé 4.500 dibuixos i imatges en blanc i negre i en color. Així mateix, la majoria d'articles estan signats pels seus autors.
Tradicionalment l'Encyclopedia Americana es feia en versió impresa en trenta volums però actualment també n'existeix una versió en línia a pagament. El març de 2008, Scholastic va dir que les vendes de la versió impresa continua a vendre's bé; encara no havia decidit quant a la continaució o no. Tot i això, el 2007 va ser el primer any que no es va imprimir una nova edició impresa, una clara ruptura amb la tradició.
En canvi, la versió en línia de l'Enciclopèdia Americana, publicada a Internet des del 1997, sempre éstà actualitzada i venuda. Aquesta obra, igual que la versió impresa de la qual deriva, està dirigida a estudiants de secundària i universitaris de primer any juntament amb usuaris de biblioteques públiques. Està a disposició de les biblioteques com una de les opcions del servei de consulta Grolier Online, que també inclou la Grolier Multimedia Encyclopedia, destinada a estudiants de secundària, i The New Book of Knowledge, una enciclopèdia per als estudiants de primària. No obstant això, Grolier Online no és disponible per a subscriptors individuals.